# Julemærket (dokumentarfilm fra 1965)
 For alternative betydninger, se Julemærket. (Se også artikler, som begynder med Julemærket)
Julemærket er en dansk dokumentarfilm fra 1965 instrueret af Ib Steinaa efter eget manuskript. Filmen er den samme som Julemærket fra 1964, blot forsynet med ny sluttekst, forestillende årets julemærke.

## Handling
En tegnefilm der skal appellere til publikum om at huske at købe julemærker.